# 湾潭乡
湾潭乡，是中华人民共和国湖北省孝感市汉川市下辖的一个乡镇级行政单位。

## 行政区划
湾潭乡下辖以下地区：
三汊村、德丰村、大沙村、三合村、三码村、张池村、群兴村、新颜村、东风村、湾潭村、沿河村、新村、新建村、新胜村、中湾村、幸福村、星洲村、大洲村、三甲村和二甲村。